# Australische Cricket-Nationalmannschaft in den West Indies in der Saison 2021
Die Tour der australischen Cricket-Nationalmannschaft auf die West Indies in der Saison 2021 fand vom 9. bis zum 26. Juli 2021 statt. Die internationale Cricket-Tour war Bestandteil der Internationalen Cricket-Saison 2021 und umfasste drei ODIs und fünf Twenty20. Die ODIs waren Teil der ICC Cricket World Cup Super League 2020–2023. Australien gewann die ODI-Serie 2–1, während die West Indies die Twenty20-Serie 4–1 gewannen.

## Vorgeschichte
Die West Indies spielten zuvor eine Tour gegen Südafrika, für Australien war es die erste Tour der Saison. Das letzte Aufeinandertreffen der beiden Mannschaften bei einer Tour fand in der Saison 2015/16 in Australien statt.

## Stadien
Die folgenden Stadien wurde für die Tour als Austragungsort vorgesehen.
| Stadt      | Land        | Stadion            | Kapazität | Spiele      |
| ---------- | ----------- | ------------------ | --------- | ----------- |
| Bridgetown | Barbados    | Kensington Oval    | 11.000    | 1. – 3. ODI |
| Gros Islet | Saint Lucia | Beausejour Stadium | 20.000    | 1. – 5. T20 |

## Kaderlisten
Australien benannte seine Kader am 16. Juni 2021.
Die West Indies benannten ihren Twenty20-Kader am 18. Mai und ihren ODI-Kader am 8. Juli 2021.
| ODI | ODI | Twenty20 | Twenty20 |
| West Indies | Australien | West Indies | Australien |
| --- | --- | --- | --- |
| - Kieron Pollard (K) - Shai Hope (VK) - Fabian Allen - Darren Bravo - Roston Chase - Sheldon Cottrell - Shimron Hetmyer - Jason Holder - Akeal Hosein - Alzarri Joseph - Evin Lewis - Jason Mohammed - Anderson Phillip - Nicholas Pooran (wk) - Romario Shepherd - Hayden Walsh Jr. | - Alex Carey (K, wk) - Ashton Agar - Wes Agar - Jason Behrendorff - Dan Christian - Aaron Finch - Josh Hazlewood - Moises Henriques - Mitchell Marsh - Ben McDermott - Riley Meredith - Josh Philippe - Mitchell Starc - Mitchell Swepson - Ashton Turner - Andrew Tye - Matthew Wade (wk) - Adam Zampa | - Kieron Pollard (K) - Nicholas Pooran (VK, wk) - Fabian Allen - Darren Bravo - Dwayne Bravo - Sheldon Cottrell - Fidel Edwards - Andre Fletcher - Chris Gayle - Shimron Hetmyer - Akeal Hosein - Evin Lewis - Obed McCoy - Andre Russell - Lendl Simmons - Kevin Sinclair - Oshane Thomas - Hayden Walsh Jr. | - Aaron Finch (K) - Ashton Agar - Wes Agar - Jason Behrendorff - Alex Carey (wk) - Dan Christian - Josh Hazlewood - Moises Henriques - Mitchell Marsh - Ben McDermott - Riley Meredith - Josh Philippe - Mitchell Starc - Mitchell Swepson - Ashton Turner - Andrew Tye - Matthew Wade (wk) - Adam Zampa |

## Tour Matches
| 5. Juli | Gros Islet | Australia II 193-5 (22)           | – | Australia I 195-6 (21.4) |
|         |            | Australia I gewinnt mit 4 Wickets |   |                          |

| 7. Juli | Gros Islet | Australia I 165-6 (20)             | – | Australia II 166-2 (17.3) |
|         |            | Australia II gewinnt mit 8 Wickets |   |                           |

## Twenty20 Internationals

### Erstes Twenty20 in Gros Islet
| 9. Juli Scorecard | Gros Islet | West Indies 145-6 (20)          | – | Australien 127 (16) |
|                   |            | West Indies gewinnt mit 18 Runs |   |                     |

Australien gewann den Münzwurf und entschied sich als Feldmannschaft zu beginnen. Als Spieler des Spiels wurde Obed McCoy ausgezeichnet.

### Zweites Twenty20 in Gros Islet
| 10. Juli Scorecard | Gros Islet | West Indies 196-4 (20)          | – | Australien 140 (19.2) |
|                    |            | West Indies gewinnt mit 56 Runs |   |                       |

Australien gewann den Münzwurf und entschied sich als Feldmannschaft zu beginnen. Als Spieler des Spiels wurde Shimron Hetmyer ausgezeichnet.

### Drittes Twenty20 in Gros Islet
| 12. Juli Scorecard | Gros Islet | Australien 141-6 (20)             | – | West Indies 142-4 (14.5) |
|                    |            | West Indies gewinnt mit 6 Wickets |   |                          |

Australien gewann den Münzwurf und entschied sich als Schlagmannschaft zu beginnen. Als Spieler des Spiels wurde Chris Gayle ausgezeichnet.

### Viertes Twenty20 in Gros Islet
| 14. Juli Scorecard | Gros Islet | Australien 189-6 (20)         | – | West Indies 185-6 (20) |
|                    |            | Australien gewinnt mit 4 Runs |   |                        |

Australien gewann den Münzwurf und entschied sich als Schlagmannschaft zu beginnen. Als Spieler des Spiels wurde Mitchell Marsh ausgezeichnet.

### Fünftes Twenty20 in Gros Islet
| 16. Juli Scorecard | Gros Islet | West Indies 199-8 (20)          | – | Australien 183-9 (20) |
|                    |            | West Indies gewinnt mit 16 Runs |   |                       |

West Indies gewann den Münzwurf und entschied sich als Schlagmannschaft zu beginnen. Als Spieler des Spiels wurde Evin Lewis ausgezeichnet.

## One-Day Internationals

### Erstes ODI in Bridgetown
| 20. Juli Scorecard | Bridgetown | Australien 252-9 (49/49)                     | – | West Indies 123 (26.2/49) |
|                    |            | Australien gewinnt mit 133 Runs (D/L method) |   |                           |

Australien gewann den Münzwurf und entschied sich als Schlagmannschaft zu beginnen. Als Spieler des Spiels wurde Mitchell Starc ausgezeichnet.

### Zweites ODI in Bridgetown
| 22. – 24. Juli Scorecard | Bridgetown | Australien 187 (47.1)             | – | West Indies 191-6 (38) |
|                          |            | West Indies gewinnt mit 4 Wickets |   |                        |

Australien gewann den Münzwurf und entschied sich als Schlagmannschaft zu beginnen. Direkt nach dem Münzwurf wurde bekannt, dass es im Lager der West Indies einen positiven Corona-Test gab. Das Spiel wurde zunächst verschoben und die Mannschaften und alle beteiligten unter Quarantäne gestellt. Am 24. Juli fand dann dennoch die Austragung des Spiels statt. Als Spieler des Spiels wurde Nicholas Pooran ausgezeichnet.

### Drittes ODI in Bridgetown
| 26. Juli Scorecard | Bridgetown | West Indies 152 (45.1)           | – | Australien 153-4 (30.3) |
|                    |            | Australien gewinnt mit 6 Wickets |   |                         |

West Indies gewannen den Münzwurf und entschieden sich als Schlagmannschaft zu beginnen. Als Spieler des Spiels wurde Ashton Agar ausgezeichnet.

## Auszeichnungen

### Player of the Series
Als Player of the Series wurden der folgende Spieler ausgezeichnet.
| Serie   | Player of the Series |
| ------- | -------------------- |
| ODI     | Mitchell Starc       |
| Tweny20 | Hayden Walsh Jr.     |

### Player of the Match
Als Player of the Match wurden die folgenden Spieler ausgezeichnet.
| Spiel       | Player of the Match |
| ----------- | ------------------- |
| 1. ODI      | Mitchell Starc      |
| 2. ODI      | Nicholas Pooran     |
| 3. ODI      | Ashton Agar         |
| 1. Twenty20 | Obed McCoy          |
| 2. Twenty20 | Shimron Hetmyer     |
| 3. Twenty20 | Chris Gayle         |
| 4. Twenty20 | Mitchell Marsh      |
| 5. Twenty20 | Evin Lewis          |